# Brocadia

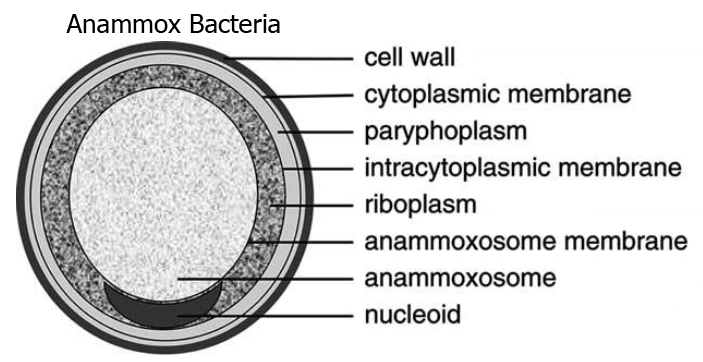
Brocadia anammoxidans

Candidatus Brocadia — невеликий рід бактерій родини планктоміцетів (Planctomycetacea), запропонований в 2000 році. Зараз містить два види, обидва все ще не були ухвалені.